# Juan José Valencia
Juan José Valencia de la Serna (San Sebastián, 18 settembre 1971) è un ex calciatore spagnolo di origini basche, di ruolo portiere.

## Carriera
Comincia la carriera con il Barakaldo, da cui si trasferisce, nel corso della stagione 1991-1992, al Bilbao Athletic. L'anno successivo viene "promosso" all'Athletic Bilbao diventando subito titolare, e debuttando nella Primera División il 6 settembre 1992 nella partita Athletic-Cadice 2-1.
Dopo sette stagioni (delle quali cinque da titolare) con i rojiblancos, nel 1999-2000 passa al Siviglia, da cui si trasferisce allo Sporting Gijon nel corso della stessa stagione. Qui disputa cinque anni nella Segunda División, dopodiché passa al Club Gimnàstic de Tarragona, ed infine al Racing Santander, dove conclude la carriera nel 2006.